# Dušan Kadlec
Dušan Kadlec (21. prosince 1942, Humpolec – 12. září 2018 Halifax) byl český malíř žijící v Kanadě. Vystudoval Akademii výtvarných umění v Praze (1967) a na podzim 1968 emigroval do Kanady.

## Životopis
Podle jeho amerického galeristy patřil Dušan Kadlec k nejlepším světovým umělcům tvořících mariny. V roce 2008 získal od Mystic Seaport Museum cenu Rudolfa J. Schaefera za námořní dědictví. Tato pocta je udělována výjimečnému umělci, jehož práce nejlépe dokumentuje a zachovává americké námořní dědictví.[zdroj?]
V rámci 6. světového antropologického kongresu v září 2019 v Humpolci, který se koná jedenkrát za 10 let a město Humpolec ho spoluorganizuje, mu byla udělena in memoriam pamětní medaile Dr. Aleše Hrdličky, která představuje pro Humpolec obdobu institutu čestného občanství města a jejím držitelem se může stát významný odborník v oboru antropologie nebo důležitá osobnost vědeckého, kulturního a společenského života.